# LWD Miś
Az LWD Miś Lengyelországban az 1940-es évek második felében a łódźi Repülő-kísérleti Üzemekben (LWD) kifejlesztett és épített könnyű, kétmotoros utasszállító repülőgép. Csak egy prototípusa készült el, sorozatban nem gyártották.

## Története
Az eredetileg utasszállító repülőgépnek szánt típus tervezését 1947-ben kezdték el Tadeusz Sołtyk irányításával a łódźi Repülő-kísérleti Üzemekben (LWD). A prototípus építését 1948-ban kezdték el és 1949-re készült el. Első felszállására 1949. november 24-én került sor a Lublinek repülőtéren. A repülési próbák során több probléma adódott a géppel. Ezek javítása és kiküszöbölése 1950 októberéig eltartott. Az LWD-t 1950-ben ugyan felszámolták, de a gép fejlesztése tovább folyt. Időközben a gépnek új feladatkört találtak mint katonai szállító repülőgép.
1951-ben a géppel további repülési teszteket hajtottak végre a Központi Repülési Intézetben (GIL), majd csapatpróbára átadták a különleges repülőezrednek. A könnyen repülhető gép motorteljesítménye azonban elégtelennek bizonyult, ezért elvetették a sorozatgyártást. A gép ezt követően visszakerült a Központi Repülési Intézetbe, ahol tovább dolgoztak rajta. 1952-ben egy tesztrepülés során megsérült a futóműve. A hadsereg érdeklődésének hiányában a gépet már nem javították ki. Később mint földi célgépet használták lövészetekhez. Valószínűsíthető, hogy egy gyakorlat során a gép végleg megsemmisült.

## Szerkezeti kialakítása és jellemzői
A nyolc utas és kétfőnyi személyzet befogadására alkalmas repülőgép vegyes építésű. Szabadonhordó, felsőszárnyas kialakítású. A szárny faszerkezetű, két főtartóval, melyek a borítással együtt integrált dobozszerkezetet alkotnak. A szárny Friese-rendszerű csűrővel volt felszerelve, melyek mind aerodinamikailag, mind statikusan kiegyensúlyozottak. A törzs elülső és középső része acélcsövekből hegesztett rácsszerkezet. Az elülső rész alumíniumlemezzel borított, míg a középső rész vászonborítást kapott. A törzs hátulsó része fából készített félhéj-szerkezet. A tricikli elrendezésű futóművek fixen rögzítettek, nem behúzhatók. A két Argus As 10 C nyolchengeres motort a szárnyakon kialakított gondolákban helyezték el.

## Műszaki adatok

### Geometriai méretek és tömeg-adatok
- Szárnyfesztáv: 17,7 m
- Hossz: 12,9 m
- Magasság: 4 m
- Szárnyfelület: 40,0 m²
- Üres tömeg: 2215 kg
- Felszálló tömeg: 3240 kg

### Motor
- Száma: 2 db
- Típusa: Argus As 10 C léghűtéses, nyolchengeres, benzinüzemű motor
- Maximális teljesítmény: 149 kW (240 LE)

### Repülési jellemzők
- Maximális sebesség: 260 km/h
- Utazósebesség: 210 km/h
- Szolgálati csúcsmagasság: 8000 m
- Hatótávolság: 420 km